# Ada Gabrieljan

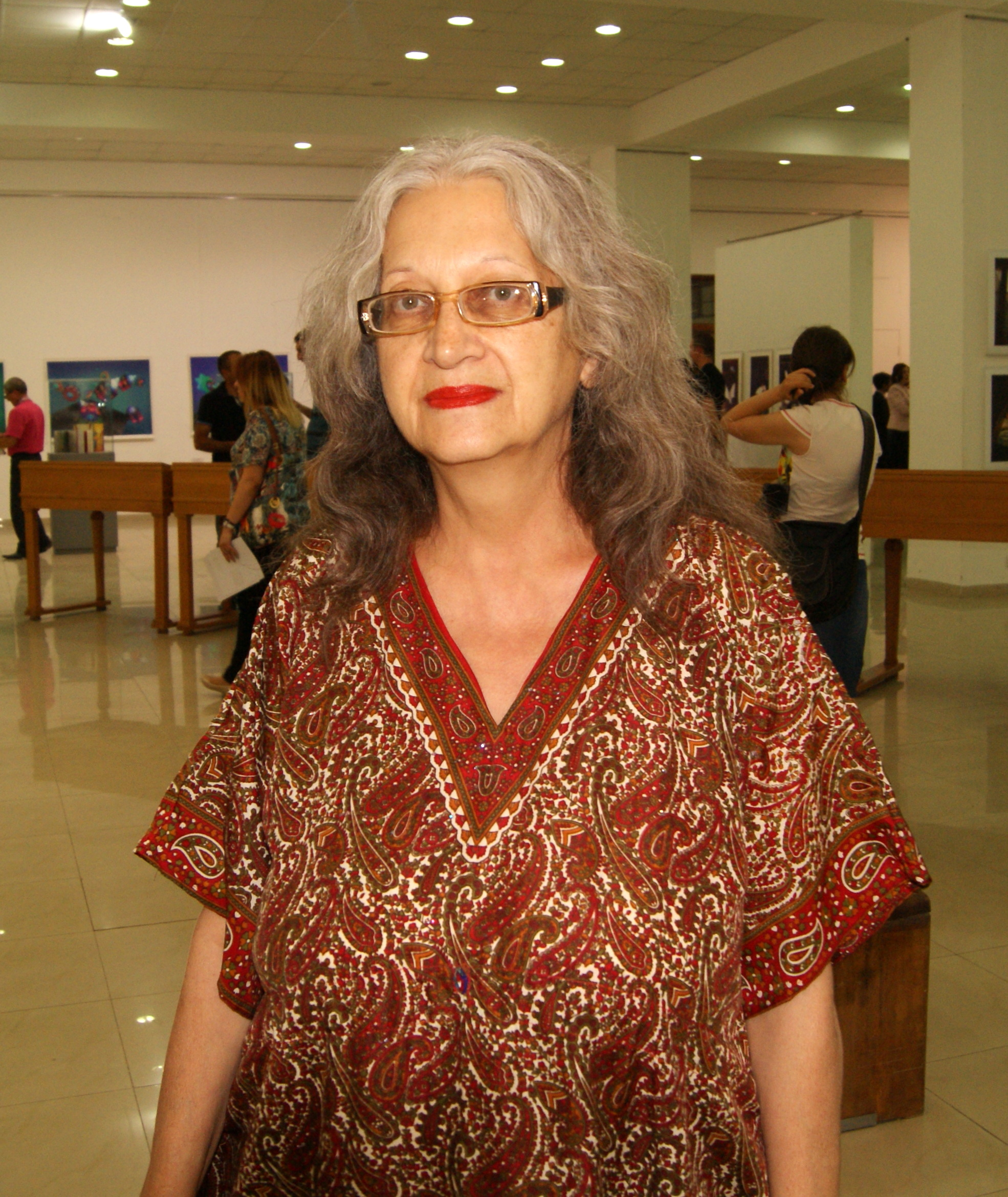
Ada Gabrielyan

Ada Gabrieljan (* 4. November 1941 in Gjumri, Armenien) ist eine armenische Malerin und Hochschullehrerin.

## Leben und Werk
Gabrieljan studierte an dem Staatlichen Institut für Theater und Kinematographie in Jerewan und erhielt 1965 einen Abschluss. Von 1977 bis 1987 unterrichtete sie an der Armenischen Staatlichen Pädagogischen Universität Malerei, Zeichnung und Komposition. Von 1991 bis 2001 unterrichtete sie „Armenische Ritualkleidung“ an der Staatlichen Kunstakademie Armeniens. Seit 1990 schreibt sie Bücher über die Theorie der archaischen Kunst und ihre Beziehung zur modernen Kunst sowie über Malerei, Grafik und Stickerei.

## Veröffentlichungen (Auswahl)
- Ada Gabrielian: Armiannskaia ritualʹnaia shapochka, Erevan: Izd-vo „Lusakn“, 2004.

## Ausstellungen (Auswahl)
- 1983: Große persönliche Ausstellung, Jerewan
- 1985: 100 Werke, Jerewan
- 2002: Ruben Ghevondyan, Ada Gabrielyan, Aytsemnik Ghevondyan, Jerewan